# Хаминов, Иван Степанович
Ива́н Степа́нович Ха́минов (2 июня 1817, Сольвычегодск — 8 апреля 1884, Иркутск) — иркутский купец 1-й гильдии (1850), городской голова Иркутска (1859—1865, 1868—1871), потомственный почётный гражданин (1863), коммерции советник (1868), гласный Иркутской городской думы (1872, 1876—1880), почётный гражданин Иркутска (1883), тайный советник (1882), судовладелец, крупный меценат и благотворитель.
Почётный попечитель Иркутской мужской гимназии и учительской семинарии. После его кончины его именем была названа Иркутская женская гимназия.

## Биография
В 1860 году вместе с купцом Марьиным Кириллом Григорьевичем  основал пароходную компанию «Опыт». 

## Награды
- Орден Святого Станислава 3-й, 2-й и 1-й степеней.
- Орден Святой Анны 2-й и 1-й степеней.
- Орден Святого Владимира 4-й и 3-й степеней.

## Память
- В 2003 году в Иркутске на здании бывшей Второй Хаминовской женской гимназии (ныне — корпус Педагогического института) установлена мемориальная доска в память об Иване Хаминове[3].
- 4 марта 2021 года на здании школы №72 в Иркутске установили мемориальную доску в его честь[4].